# Call of Duty: Warzone 2.0
Call of Duty: Warzone 2.0 est un jeu vidéo de battle royale, jouable gratuitement, développé par Infinity Ward et Raven Software et édité par Activision. Il est sorti le 16 novembre 2022 sur Xbox Series, PlayStation 5, PlayStation 4, Xbox One et Microsoft Windows sur Battle.net et Steam. Il est rattaché à Call of Duty: Modern Warfare II, tout en étant jouable par ceux qui ne le possèdent pas.
Call of Duty: Warzone 2.0 est le second opus d'une série commencée avec Call of Duty: Warzone, jeu sorti le 16 mars 2020. Une version mobile, nommée Call of Duty: Warzone Mobile, est sortie en mars 2024.